# Scud Mountain Boys
Scud Mountain Boys es una banda de country alternativo estadounidense. Formada en 1991 en Northampton, Massachusetts, estaba compuesta por Joe Pernice, Stephen Desaulniers, Bruce Tull y Tom Shea. En octubre de 1996 Stephen Desaulniers dejó la banda y fue reemplazado por Frank Padellaro.

## Comienzos
Inicialmente la banda era conocida como los Scuds, y sus primeros trabajos presentaban una clara influencia del rock eléctrico. Sin embargo, cada noche el grupo se sentaba alrededor de la mesa de la cocina de Tull para interpretar canciones country acústicas, y pronto fueron conscientes de que este estilo los hacía disfrutar mucho más. Esto culminó con los Scud Mountain Boys llevando la mesa a un concierto y tocando mientras se sentaban, un gesto que fue acogido con entusiasmo por su público.

## Historia
La banda lanzó tres álbumes antes de disolverse en 1997: Dance the Night Away (1995), Pine Box (1995) y Massachusetts (1996). Este último fue su debut en el sello Sub Pop, discográfica con la cual negociaron la reedición de sus dos primeros álbumes. En 1997 se publicó The Early Year, el cual  contenía versiones ligeramente reordenadas de Dance the Night Away y Pine Box en dos CD.
Pernice, Shea y Desaulniers se reunieron para una actuación improvisada en Cambridge en agosto de 2011. La banda anunció la posible reunión completa de la alineación original en enero de 2012 y en las redes sociales se confirmó la participación de Pernice, Desaulniers, Tull y Shea en los conciertos.
El cuarto álbum de la banda, Do You Love the Sun fue lanzado en 2013. El recopilatorio The Early Year también se reeditó el mismo año en One Little Indian Records.
Pernice, el compositor principal del grupo, más tarde formaría Pernice Brothers, banda de influencia más pop/rock.

## Discografía

### Álbumes
- Dance the Night Away (1995)
- Pine Box (1995)
- Massachusetts (1996)
- Do You Love the Sun (2013)

### Recopilatorios
- The Early Year (1997)